# Лоренстаун (Голуэй)
Лоренстаун (англ. Lawrencetown; ирл. Baile Labhráis, Ан-Бале-Мор) — деревня в Ирландии, находится в графстве Голуэй (провинция Коннахт).
Население — 407 человек (по переписи 2002 года).